# Paepalanthus bromelioides
Paepalanthus bromelioides — вид рослин із родини Eriocaulaceae. 
Вид поділяє деякі характеристики хижих рослин із родини Bromeliaceae. Це, наприклад, наявність урн, всередині яких є вода, листя, що відбиває УФ-промені, і наявність воскової гладкої речовини на поверхні листя. Оскільки ж рослина не здатна виробляти травні ферменти, вона вважається не хижою рослиною в строгому сенсі, а протохижою. Результати досліджень свідчать про те, що P. bromelioides отримує азот від пов'язаних з рослиною хижаків (павуків) і термітів. Попри те, що більша частина азоту поглинається коренями (через термітів), P. bromelioides має всі атрибути, необхідні для того, щоб вважатися м'ясоїдною рослиною в контексті травного взаєморозуміння. Схоже, що рослини використовують павуків як частину своєї травної системи. Перетравлення комах — важка праця. Натомість павуки попередньо перетравлюють комах для цих рослин. Розетка зручна для направляння всього, що падає до центру й рослина поглинає фекалії павуків і трупи жертв.

## Поширення
Ендемік південно-східної Бразилії.